# Nacho Biota
José Ignacio Biota Pérez, detto Nacho (Jaca, 19 dicembre 1975), è un ex cestista spagnolo.

## Palmarès
- Liga catalana: 1

Joventut Badalona: 1998